# Östads säteri

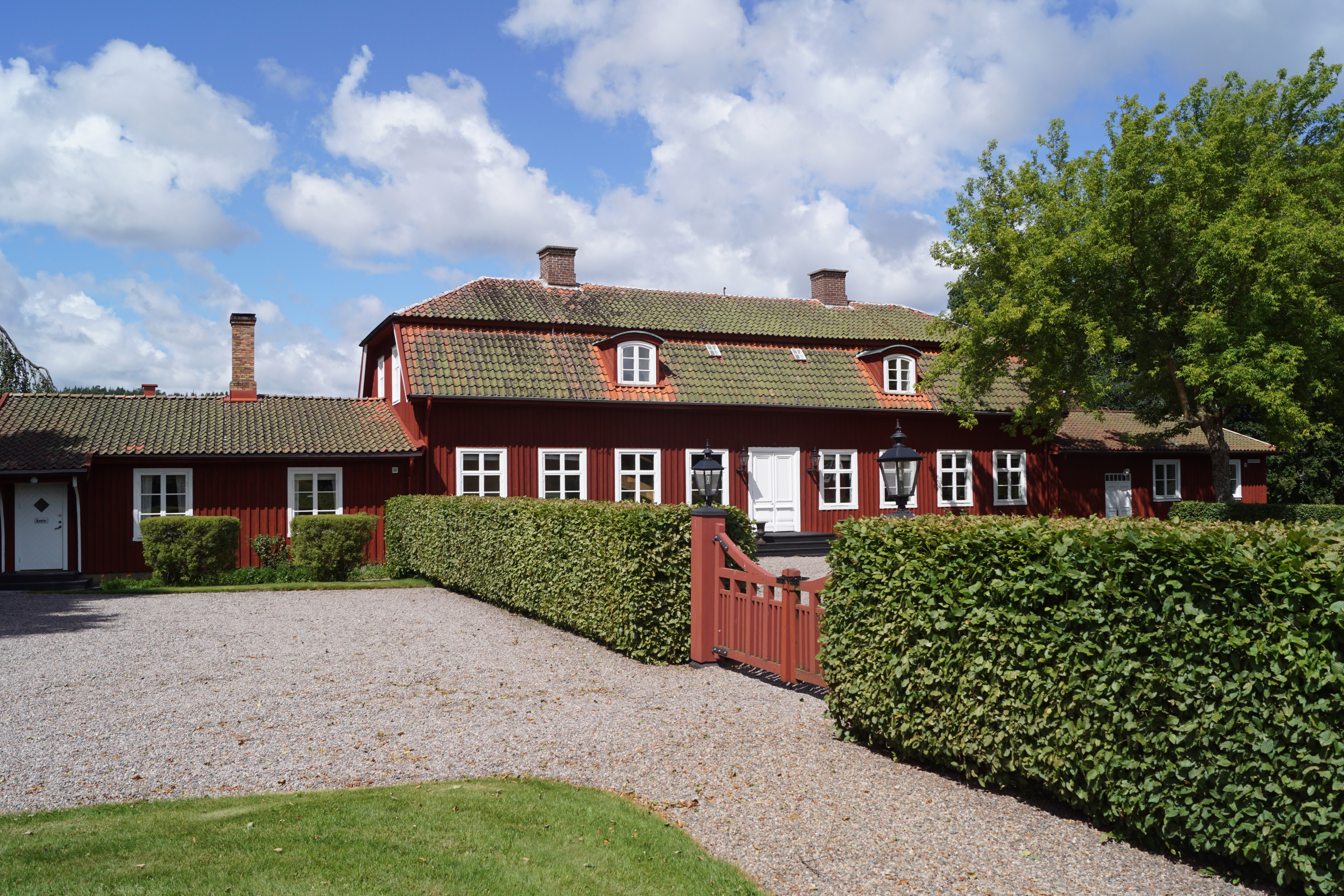
Östads säteri.

Östads säteri är en herrgård och stiftelse i Långareds socken, före 1976 i Östads socken, i Alingsås kommun. Gården omnämns som sätesgård första gången år 1400. Östads stiftelse grundades 1774 genom en donation från Niclas Sahlgren (1701–1776), direktör för Ostindiska kompaniet i Göteborg. Niclas Sahlgrens dotter Sara Catharina gifte sig 1782 med Claes Alströmer (1736–1794), son till Jonas Alströmer (1685–1761). Sedan dess har stiftelsen i sju generationer föreståtts av familjen Alströmer.
Från 1774 till 1945 drev stiftelsen enligt Sahlgrens donation Östads barnhus, som skulle ”rädda fattiga föräldrars barn från elände och undergång samt genom tjenlig uppfostran göra dem till trogna arbetare inom jordbruket". 
Mellan 1946 och 1962 bedrevs här Östads Skogsskola som utbildade skogvaktare. Skolan blev efter 1962 en skogsbruksskola och bedrev skoglig grundutbildning på gymnasienivå under namnet Östads Skogsbruksskola. Utbildningen ledde till arbete som skogshuggare och maskinförare. Eleverna fick också behörighet för vidareutbildning till skogstekniker eller skogsmästare. Östads Skogsbruksskola lades ner 1988 och därefter bedrev Sveriges lantbruksuniversitet under en period forskningsverksamhet i de gamla skollokalerna. Försöken handlar bland annat om jordförbättring och om att återplantera lövskog på omställd åkermark. 2003 beslutade Kammarkollegiet om permutation av stiftelsens stadgar för att komma närmare grundtankarna för donationsbestämmelserna. Det blev mer fokus på utbildning inom skog- och jordbruk. Idag nyttjar flera lärosäten lokalerna och omgivningarna i utbildning och Östad stiftelse besöks årligen av cirka 25 kurser.